# Zakłócenia radioelektroniczne
Zakłócenia radioelektroniczne – zakłócanie pracy środków radiolokacyjnych lub nadajników radiowych za pomocą nadajników zakłóceń (stacji zakłóceń). 
Stosowanie zakłóceń radioelektronicznych ma na celu utrudnienie funkcjonowania urządzeń radioelektronicznych nieprzyjaciela bądź całkowicie uniemożliwienie pracy jego stacji radiowych, radiolokacyjnych i radionawigacyjnych oraz innych urządzeń radiotechnicznych. Zakłócenia radioelektroniczne uniemożliwiają całkowicie lub częściowo przyjmowanie i rozpoznawanie rzeczywistych sygnałów. Przeciwdziałanie radioelektroniczne jest elementem walki radioelektronicznej i zabezpieczenia bojowego. Stosuje się je w celu obniżenia efektywności działań bojowych prowadzonych przez nieprzyjaciela.
W wyniku aktywnego zakłócania radioelektronicznego na ekranach okrężnej obserwacji stacji radiolokacyjnej pojawiają się świecące sektory utrudniające wykrywanie i śledzenie celów, co szczególnie dezorganizuje działanie stacji radiolokacyjnych pracujących w systemach automatycznego prowadzenia celów.